# Ewen Fernandez
Ewen Fernandez (* 17. Februar 1989 in Saint-Lô) ist ein französischer Inline-Speedskater und Eisschnellläufer. Er begann im Alter von 9 Jahren mit dem Inlineskaten.

## Karriere
Fernandez ist Welt- und Europameister im Inline-Speedskating. Er gewann mehrere Titel in Frankreich und zweimal den Berlin-Marathon im Speedskating. Mit der Staffel wurde er Europameister auf der Bahn 2010 sowie im selben Jahr Vizewelt- und Europameister auf der Straße. Bei derselben EM wurde er Dritter im Punkterennen, während er bei den französischen Meisterschaften das Ausscheidungsrennen auf der Straße gewann.
2011 gewann Fernandez nach einem Alleingang von über 20 km mit einem Vorsprung von 1 Minute und 12 Sekunden souverän den Berlin-Marathon. 2012 konnte er seinen Sieg aus dem Vorjahr wiederholen und stellte zudem einen neuen Streckenrekord mit 1:00:14 Stunden auf.
2012 gewinnt Fernandez seinen ersten WM-Titel im 10.000-Meter-Punkterennen auf der Straße.
Auf Inline-Skates fährt er seit 2011 für das Powerslide Matter World Team.

## Eisschnelllauf
Fernandez trainiert im Winter in Inzell für eine Teilnahme an den Olympischen Winterspielen im Eisschnelllauf über 5000 Meter.
Am 25. November 2012 erreicht er erstmals einen Podiumsplatz bei einem Weltcup Rennen. In Kolomna belegt er im Massenstart den zweiten Platz.

## Palmarès
- 2009
  - EM in Ostende
    - Silber 10.000 m Punkte (Straße)
- 2010
  - EM in San Benedetto del Tronto
    - Gold 3000 m Staffel (Bahn)
    - Bronze 10.000 m Punkte (Straße)
- 2011
  - EM in Heerde und Zwolle
    - Gold 3000 m Staffel (Bahn)
    - Silber 5000 m Staffel (Straße)
    - Bronze 10.000 m Punkte

  - WM in Yeosu
    - Silber 5000 m Staffel (Straße)

  - Sieger Berlin-Marathon
- 2012
  - WM in Ascoli Piceno und San Benedetto del Tronto
    - Gold 10.000 m Punkte (Straße)
    - Bronze Marathon

  - Sieger Berlin-Marathon[3]
  - 3. Platz Gesamtwertung German-Inline-Cup
  - 2. Platz Massenstart Eisschnelllauf-Weltcup in Kolomna
- 2013
  - WM in Ostende
    - Bronze 1000 m (Bahn), 3000 m Staffel (Bahn) und 5000 m Staffel (Straße)

  - EM in Almere
    - Silber 20.000 m Auss. (Straße) und 5000 m Staffel (Straße)

  - World-Inline-Cup
    - Sieg Rennes
- 2014
  - WM in Rosario (Santa Fe)
    - Gold 20.000 m Auss. (Straße), 3000 m Staffel (Bahn)
    - Silber 1000 m (Bahn), Marathon
    - Bronze 10.000 m Punkte-Auss. (Bahn), 15.000 m Auss. (Bahn)

  - EM in Geisingen
    - Bronze 10.000 m Punkte (Straße) und 20.000 m Auss. (Straße)
- 2015
  - WM in Kaohsiung
    - Gold 5000 m Staffel (Straße) und Marathon
    - Silber 3000 m Staffel (Bahn), 10.000 m Punkte (Straße) und 20.000 Auss. (Straße)
    - Bronze 15.000 m Auss. (Bahn)

  - EM in Wörgl und Innsbruck
    - Silber Marathon

  - World-Inline-Cup
    - Platz 2 Rennes und Dijon
    - Platz 3 Gesamtwertung
- 2016
  - WM in Nanjing
    - Gold 10.000 m Punkte (Straße)
    - Bronze 15.000 m Auss. (Bahn) und 20.000 m Auss. (Straße)

  - EM in Heerde
    - Gold 10.000 m Punkte (Straße) und 5000 m Staffel (Straße)
    - Silber 10.000 m Punkte-Auss. (Bahn) und 3000 m Staffel (Bahn)
    - Bronze 20.000 m Auss. (Straße)